# Girard Desargues
Girard Desargues   (Lió, 21 de febrer de 1591 - Lió, 9 d'octubre de 1661) va ser un matemàtic francès del segle xvii, conegut, sobretot, per ser l'iniciador de la geometria projectiva.

## Vida
Poc es coneix de la vida de Desargues. Fill d'una coneguda família de Lió (el seu pare era notari a la vila i entre els seus ascendents hi ha notables polítics i jutges), probablement va estudiar en aquesta ciutat. La primera evidència de la seva activitat científica és datada el 1626 a París, quan proposa a l'ajuntament, juntament amb un conciutadà seu (François Villette), un sistema per fer servir l'aigua del Sena per a abastir la població.
Tot i que s'ha afirmat que el 1628 va participar en el setge de La Rochelle, on va conèixer Descartes, altres biògrafs ho desmenteixen. Taton diu que no existeixen evidències que donin suport a aquesta afirmació.
En la dècada dels anys 30, mentre vivia a París sembla que va establir certa amistat amb els més principals matemàtics parisencs com Mersenne, Étienne Pascal, Roberval, Descartes i el jove Blaise Pascal. Un conegut mural de la Sorbonne representa a quatre d'ells en animada discussió a l'actual Place des Vosges de París. Però el mural va ser pintat el segle xix o començaments del segle xx!.

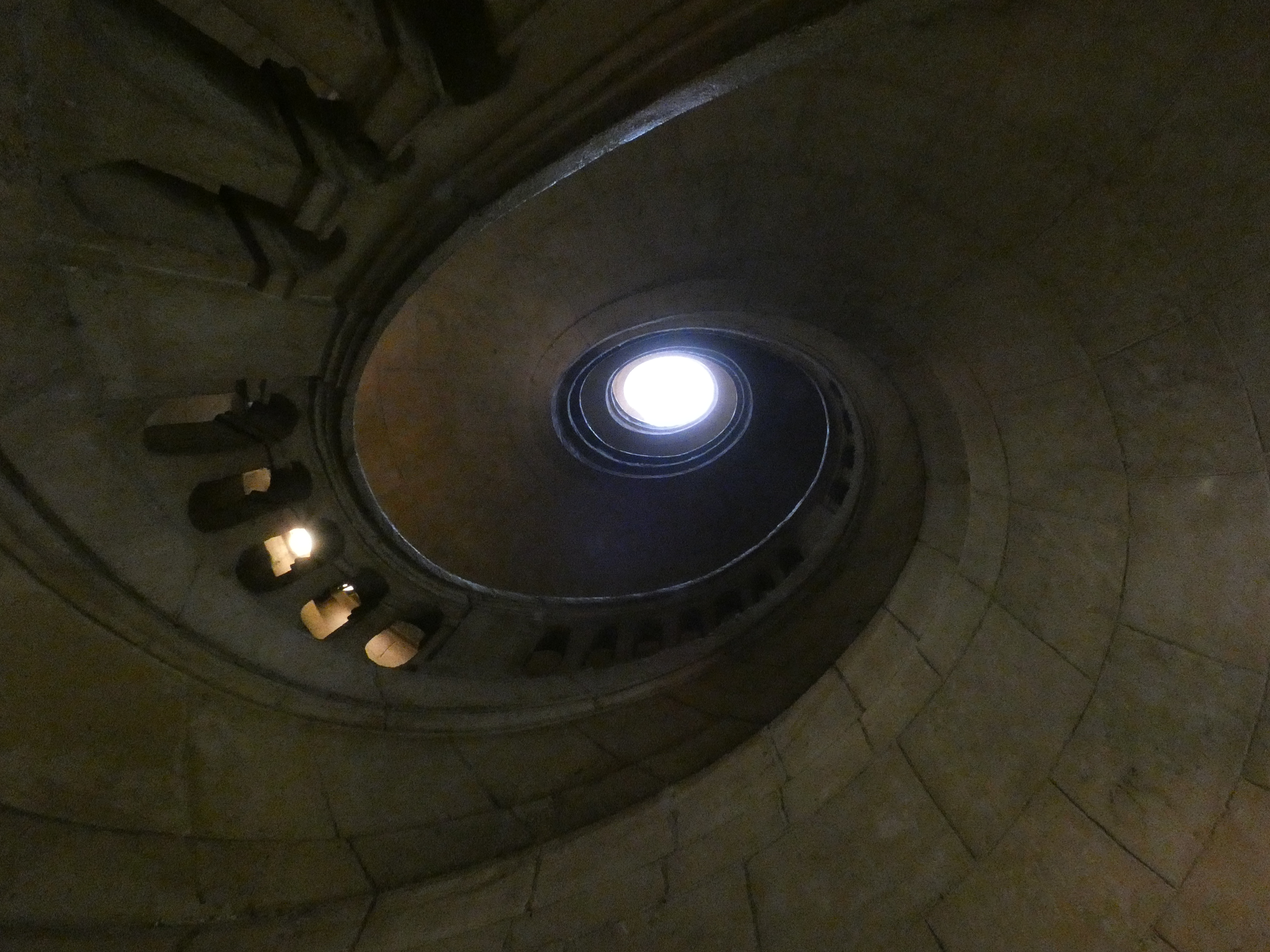
Escala oval de l'ajuntament de Lió atribuïda a Desargues.

A partir de 1648-1649 es va apartar de la vida matemàtica parisenca per a exercir com arquitecte. Va construir diverses mansions, tant a París com a Lió, que demostren el seu enginy constructiu, i també se li atribueix l'escala oval de l'ajuntament de Lió.
No es coneix la data de la seva mort, només es pot constatar que el seu testament va ser llegit a Lió el 8 d'octubre de 1661.

## Obra
Entre 1630 i 1649, mentre vivia a París, Desargues va fer imprimir diverses obres breus de geometria. Totes elles porten per títol projecte de..., exemple de..., esborrany de..., etc i no estan impreses com llibres sinó com fulles enquadernades.
La més important d'aquestes és el Brouillon Project d'une atteinte aux evenements des rencontres du cone avec un plan del que va fer imprimir cinquanta còpies l'any 1639. El llibre va tenir escassa influència i el 1680 ja havien desaparegut totes. Només en va sobreviure una àcida crítica publicada per Jean de Beaugrand el 1640. Però el 1845 es va trobar un manuscrit del text copiat per Philippe de la Hire que va ser publicat per Poudra el 1864. En el segle XX es va trobar una de les cinquanta còpies originals a la Biblioteca Nacional de França que va ser editada per René Taton el 1951. L'obra és curta (només 30 pàgines), però molt densa. Comença amb dibuixos de línies i gammes de punts d'una línia, considera involucions de sis punts (Desargues no utilitza o defineix una relació d'intersecció), dona un tractament rigorós dels casos de distàncies infinites, i després passa a les còniques, demostrant que es poden discutir en termes de propietats que són invariants sota la projecció.

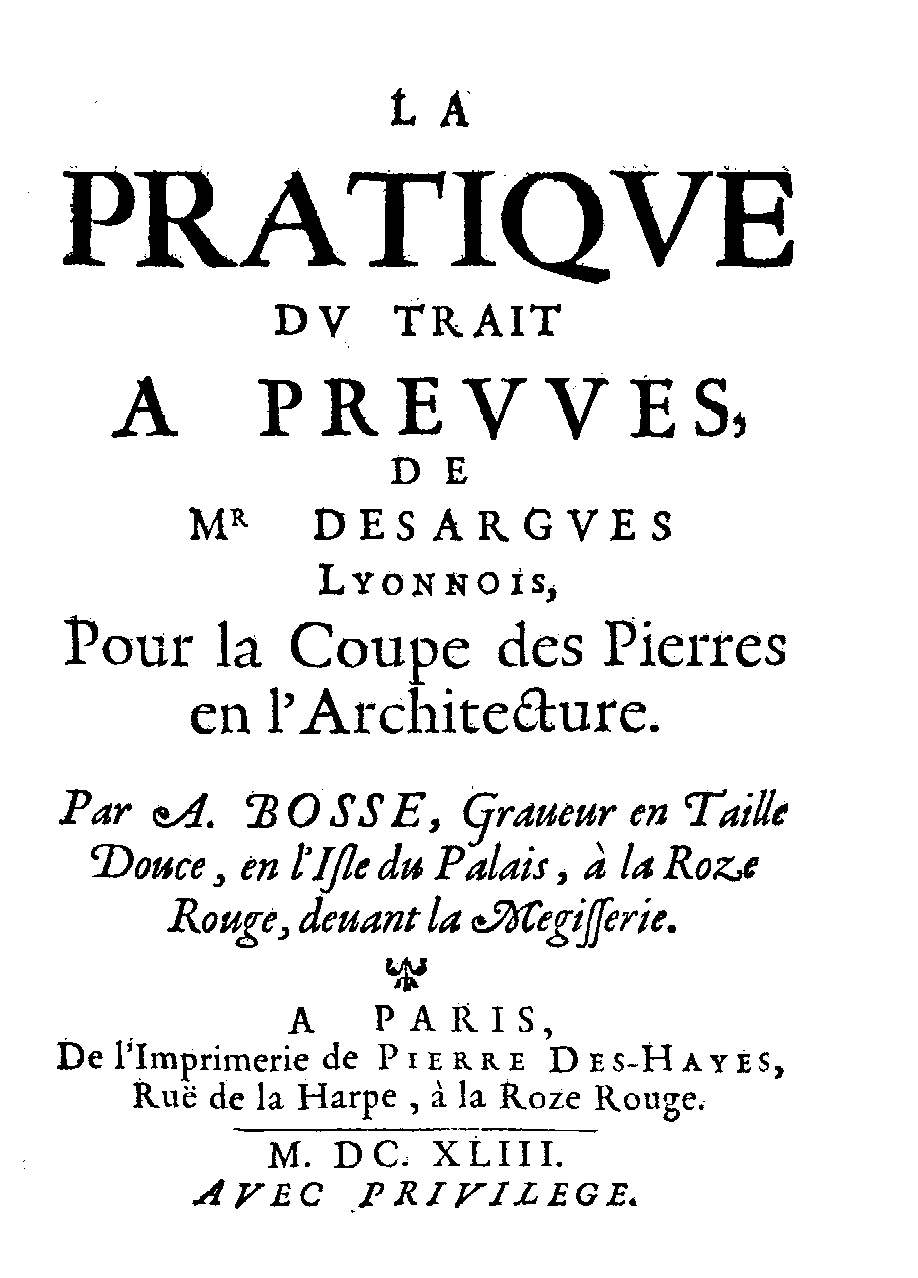
Pratique du trait a preuves (1643)

Per això se l'ha considerat un pioner de la geometria projectiva, ja que quan es va inventar aquesta (Poncelet), es va fer partint de la geometria descriptiva, igual com havia fet Desargues que era deutor de la perspectiva, a la que havia dedicat una altra obra el 1636: Example de l'une des maniéres universelles du S.G.D.L. touchant la practique de la perspective sans emploier aucun tiers point. de distance ny d'autre nature, qui soit hors du champ de l'ouvrage. En aquest cas per S.G.D.L. cal entendre Sieur Girard Desargues Lyonnois.